# فهد المساعد
فهد المساعد شاعر سعودي، ولد في مدينة الرياض.تميز بعذوبة وجمال لغته الشعرية، بدأ نشر إنتاجه الشعري عام 1999م في مجلة (فروسية وشعر)، ثم استمر في النشر في عدد من المجلات الشعرية المعروفة أبرزها: مجلة (فواصل). وتميّز في السنوات الأخيرة بقصائده الغنائية التي حققت نجاحات كبيرة مع العديد من المطربين من أبرزها قصيدة (لو يوم أحد) التي غنّاها الفنان عبد المجيد عبد الله.
وكانت للمساعد تجربة قصيرة في العمل الصحفي من خلال إشرافه على ملف الشعر في مجلة (فواصل) عام 2008.
وكذلك كُلّف بكتابة أوبريت مهرجان الجنادرية 30.

## نشأته وتعليمه
- ولد الشاعر في الرياض وعاش فيها ما يقارب أربع سنوات من طفولته قبل أن ينتقل إلى مركز الرمحية التابع لمحافظة رماح في منطقة الرياض، وفي الرمحية درس مراحل التعليم العام، ثم انتقل بعدها للعيش في مدينة الرياض.[6]

## دواوين

### دواوين مقروءة
1. (سالفة عشاق). صدر عام 1428هـ - 2007م.
2. (وشم) يوميات الشاعر فهد المساعد. صدر عام 1430هـ.
3. (عمري الجاي). صدر عام 1432هـ.[7]
4. (ما علّمك صوت المطر؟!). صدر عام 2014م.

### دواوين صوتية
1. ألبوم (المدينة والغريب).
2. ألبوم (الأسرار).
3. ألبوم (الذكريات).

## قصائد مغناة
تعاون فهد المساعد مع نجوم الغناء في الخليج والعالم العربي في مجموعة من الأعمال من أبرزها:
| القصيدة            | الفنان                                       | الملحن            | م                             |
| ------------------ | -------------------------------------------- | ----------------- | ----------------------------- |
| المدينة والغريب    | ذكرى                                         | طلال              | [ 8 ]                         |
| لو يوم أحد         | عبد المجيد عبد الله                          | سهم               | [ 9 ]                         |
| عيوني تشوف         | عبد المجيد عبد الله                          | سيروس             |                               |
| مثل النسيم         | نوال الكويتية                                |                   | [ 10 ]                        |
| ها بشّر             | راشد الفارس                                  |                   |                               |
| نسيتني             | عايض                                         | سهم               |                               |
| كان يهمني          | أصالة                                        | عزوف              |                               |
| صعب                | رابح صقر                                     | سهم               |                               |
| تستاهلين الحب      | عبد المجيد عبد الله                          |                   |                               |
| حن الغريب          | عبد المجيد عبد الله                          |                   |                               |
| عيد ميلاد          | عبد المجيد عبد الله                          |                   |                               |
| يا ابن الأوادم     | عبد المجيد عبد الله                          | مبهم              |                               |
| مال النجوم         | رابح صقر                                     | سهم               | أغنية في نادي الهلال السعودي. |
| أعتذر لك           | عبد المجيد عبد الله                          | مبهم              |                               |
| وقفة محمد بن سلمان | محمد عبدهرابح صقر ماجد المهندس               | رابح صقر          |                               |
| وارثٍ يا دار        | راشد الماجدرابح صقر عباس إبراهيم راشد الفارس | ياسر بو علي       |                               |
| ثلثين الأرض        | رابح صقر                                     | سهم               |                               |
| غصون الشجر         | عبد المجيد عبد الله                          | ياسر بو علي       |                               |
| يوم مر اسمي        | عبد المجيد عبد الله                          | ياسر بو علي       |                               |
| مشتاق              | عبد العزيز المعنى                            | عبد العزيز المعنى |                               |

## نماذج من شعره
(المدينة والغريب)
جاء يشوف الحال كيفه بعد ما هزه حنينه
وقبل يسألني سألته: كيف حالك يالحبيب؟
قال: أنا كني غريبٍ ضيّع دروب المدينة
قلت: أنا كني مدينة تنتظر رجعة غريب
قال: أجل وش فيك تكره سيرة الحب وسنينه؟
قلت: أجل وش لون ما اكره سيرته دامك تغيب